# In fondo al buio
In fondo al buio (Laughter in the Dark) è un film del 1969 diretto da Tony Richardson. Il film è tratto dal romanzo Risata nel buio di Vladimir Nabokov.

## Riconoscimenti
- 1969 – Festival di San Sebastián
  - Concha de Plata al miglior attore a Nicol Williamson

## Remake
Nel 1986 era prevista l'uscita di un remake con Mick Jagger, ma il progetto si bloccò a causa dei dissidi tra Rebecca De Mornay, scelta per il ruolo della seduttrice, e il regista Laszlo Papas. Maryam d'Abo fu contattata per sostituire De Mornay, ma la produzione fallì e il progetto fu definitivamente abbandonato.